# Canon EOS 500
La Canon EOS 500 (coneguda com a EOS Kiss al Japó, EOS Rebel XS a Amèrica del Nord) és una càmera SLR de 35mm fabricada per Canon entre el setembre de 1993 i el 1996. Aquesta forma part de la gamma Canon EOS i estava destinada a fotògrafs principiants.
Aquesta va substituir a l'EOS 1000 i va ser substituïda per l'EOS 500N (New EOS Kiss al Japó, EOS Rebel G a Amèrica del Nord) el 1996.

## Característiques
La Canon EOS 500 incorpora un obturador de pla focal amb velocitats seleccionables de 30 fins a 1/2000 segons. El sistema que mesura la llum inclou un díode de silici amb modes de mesura avaluatiu, parcial central i mitjana ponderada al centre amb un rang de 2 a 20 EV. La sensibilitat ISO es pot configurar de 6 fins a 6.400 ISO. L'enfocament es pot configurar en manual o automàtic des de l'objectiu.
La càmera consta dels següents modes d'exposició: prioritat d'obertura, prioritat d'obturació, programa, profunditat de camp AE, exposició manual i modes d'escena de retrat, paisatge, macro i esport. També consta d'un mode de compensació d'exposició que es pot seleccionar de -2 a +2 en 1/2 passes.

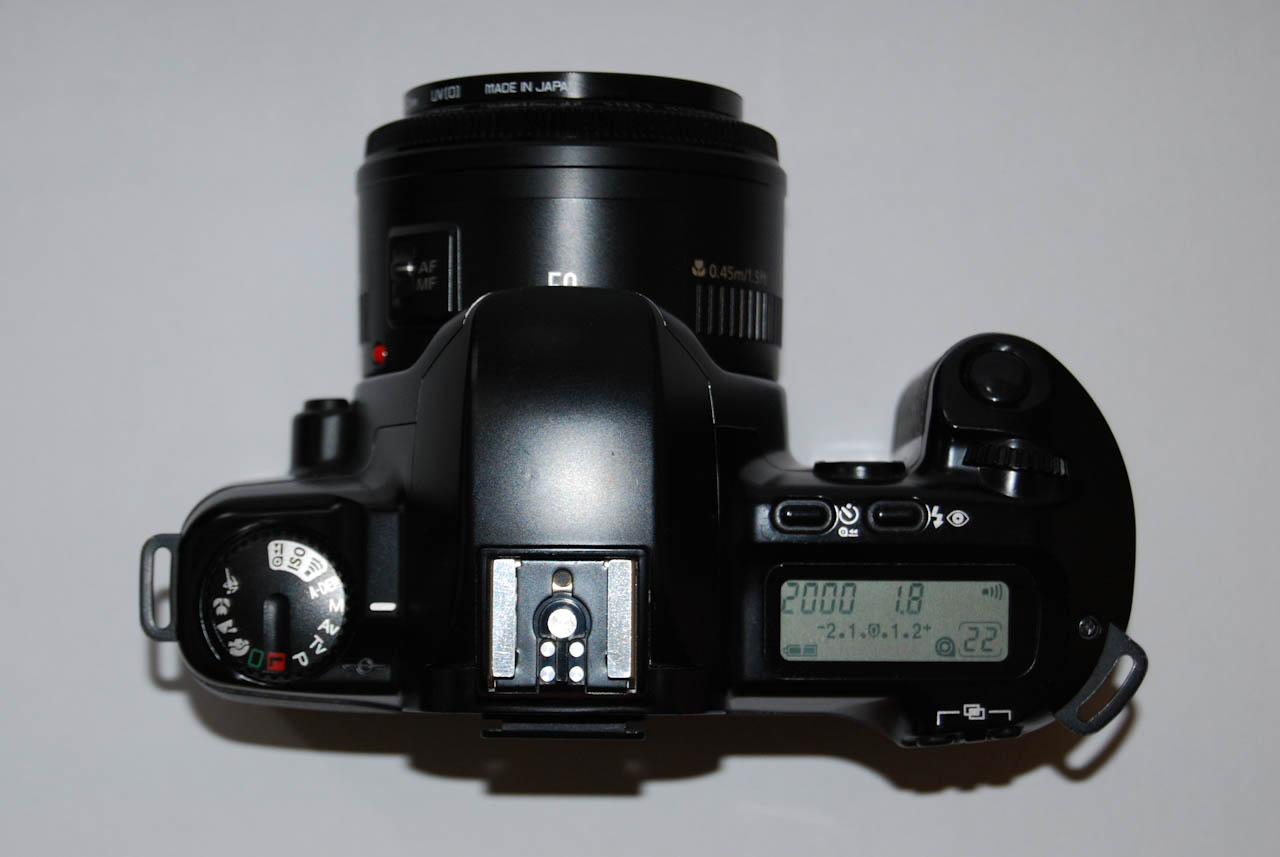
Modes de la Canon EOS 500

Aquesta, incorpora un flaix emergent amb un número guia de 12. La càrrega i bobinat de la pel·lícula és automàtica. La pel·lícula avança fins a 3 fotogrames per segon. Utilitza dues piles de liti CR123A de 3V.
Aquest model incorpora una alerta, la qual avisa que la fotografia pot sortir moguda, això passa quan la velocitat d'obturació és automàtica i es troba entre 0 i 0,5 passes més lenta que 1/distància focal utilitzada. Per exemple si s'està utilitzant un 50mm i s'està disparant a 1/30 segons.

## Rebel X
El novembre de 1993, als EUA es va presentar aquesta versió de la Rebel XS. Les úniques diferències són que aquest model no consta de flaix integrat. Aquest model també pesa 55 grams menys que el model XS.